# Llista d'alcaldes d'Elx
Aquesta és una llista dels alcaldes de la ciutat d'Elx, Baix Vinalopó, País Valencià.

Escut d'Elx

## Llista d'alcaldes d'Elx
| Alcaldes d'Elx                                  |                        |                                    |                     |
| Inici                                           | Final                  | Nom                                | Partit              |
| 1838                                            | 1841                   | José Bru Piqueres                  |                     |
| Desconegut                                      |                        |                                    |                     |
| 1861                                            | 1861                   | Cayetano Belda Troncoso            |                     |
| 1865                                            | 1866                   | Emigdio Santamaría y Martínez      |                     |
| Desconegut                                      |                        |                                    |                     |
| Gener de 1869                                   | Octubre de 1869        | Emigdio Santamaría y Martínez (2)  |                     |
| Restauració borbònica                           |                        |                                    |                     |
| 1879                                            | 1879                   | Luis Gonzaga Llorente              |                     |
| Desconegut                                      |                        |                                    |                     |
| 1882                                            | 1883                   | José Rodríguez Sánchez-Rojas       |                     |
| 1884                                            | 1884                   | Andrés Tarí Sánchez                |                     |
| 1885                                            | 1885                   | José Rodríguez Sánchez-Rojas (2)   |                     |
| 1886                                            | 1886                   | Manuel Pomares Fuentes             |                     |
| 1887                                            | 1888                   | José Rodríguez Sánchez-Rojas (3)   |                     |
| 1888                                            | 1889                   | Manuel Pomares Fuentes (2)         |                     |
| Desconegut                                      |                        |                                    |                     |
| 1891                                            | 1892                   | Mariano Gómez Aznar                |                     |
| 1893                                            | 1893                   | Manuel Pomares García              |                     |
| 1893                                            | 1895                   | Manuel Pomares Fuentes (3)         |                     |
| Desconegut                                      |                        |                                    |                     |
| 1897                                            | 1897                   | Manuel Gómez Valdivia              |                     |
| 1898                                            | 1898                   | Andrés Tarí Sánchez (2)            |                     |
| 1900                                            | 1900                   | Sebastián Canales Múrtula          |                     |
| 1901                                            | 1901                   | Tomás Alonso Blasco                |                     |
| Desconegut                                      |                        |                                    |                     |
| 1903                                            | 1904                   | José Selva Javaloyes               |                     |
| 1904                                            | 1905                   | Tomás Alonso Blasco (2)            |                     |
| 1905                                            | 1905                   | Francisco Galán Bernad             |                     |
| Desconegut                                      |                        |                                    |                     |
| 30 de març de 1907                              | 1909                   | Manuel Pomares García (2)          |                     |
| 1909                                            | 1909                   | Tomás Alonso Blasco (3)            |                     |
| 1910                                            | 1910                   | Vicente Sansano Fenoll             |                     |
| 1910                                            | 1911                   | José Selva Javaloyes (2)           |                     |
| 1911                                            | 1911                   | Serafín Segura Domenech            |                     |
| Desconegut                                      |                        |                                    |                     |
| 1916                                            | 1916                   | Tomás Alonso Blasco (4)            |                     |
| Desconegut                                      |                        |                                    |                     |
| 1918                                            | 1919                   | Tomás Alonso Blasco (5)            |                     |
| 1920                                            | 1922                   | Antonio Rodríguez Giménez          |                     |
| 1922                                            | 1922                   | Lorenzo Fenoll Serrano             |                     |
| 1923                                            | 1923                   | Antonio Sánchez Bernad             |                     |
| 1923                                            | 1923                   | Tomás Alonso Blasco (6)            |                     |
| 1924                                            | 1925                   | Diego Ferrández Ripoll             |                     |
| 1925                                            | 1926                   | Gabriel Ruiz de Lope Chorro        |                     |
| Desconegut                                      |                        |                                    |                     |
| 1927                                            | 1927                   | Sebastián Macía Martínez           |                     |
| 1929                                            | 1929                   | Antonio Bonete Pomares             |                     |
| 1930                                            | 1931                   | Diego Ferrández Ripoll             |                     |
| Segona República                                |                        |                                    |                     |
| 1931                                            | 1931                   | Pascual Román Antón                |                     |
| 15 de juliol de 1931                            | 24 d'abril de 1934     | Manuel Rodríguez Martínez          |                     |
| 1934                                            | 1934                   | Francisco García Alberola          |                     |
| 1934                                            | 1934                   | Juan Hernández Rizo                |                     |
| 17 d'octubre de 1934                            | 1 de gener de 1935     | Santiago Canales Mira-Perceval     |                     |
| 1935                                            | 1936                   | Joaquín Santo García               |                     |
| 1936                                            | 25 d'octubre de 1936   | Manuel Rodríguez Martínez (2)      |                     |
| 25 d'octubre de 1936                            | 25 de desembre de 1937 | Juan Hernández Rizo (2)            |                     |
| 5 de gener de 1938                              | 1 d'abril de 1939      | Francisco García Alberola (2)      |                     |
| Dictadura franquista                            |                        |                                    |                     |
| 6 d'abril de 1939                               | 13 d'octubre de 1940   | Santiago Canales Mira-Perceval (2) | Movimiento Nacional |
| 1940                                            | 1942                   | Antonio Mas Esteve                 | Movimiento Nacional |
| 1942                                            | 1947                   | Jesús Melendro Almela              | Movimiento Nacional |
| 1947                                            | 1947                   | Rogelio Fenoll Tarí                | Movimiento Nacional |
| 1948                                            | 1955                   | Tomás Sempere Irles                | Movimiento Nacional |
| 1955                                            | 1957                   | Porfirio Pascual Pascual           | Movimiento Nacional |
| 1957                                            | 1961                   | José Ferrández Cruz                | Movimiento Nacional |
| 1961                                            | 1961                   | Francisco Picó Ibarra              | Movimiento Nacional |
| 1961                                            | 1966                   | Luis Chorro Juan                   | Movimiento Nacional |
| 1966                                            | 1979                   | Vicente Quiles Fuentes             | Movimiento Nacional |
| Transició i Regnats de Joan Carles I i Felip VI |                        |                                    |                     |
| 1979                                            | 1987                   | Ramón Pastor Castell               | PSPV-PSOE           |
| 1987                                            | 1995                   | Manuel Rodríguez Maciá             | PSPV-PSOE           |
| 1995                                            | 2007                   | Diego Maciá Antón                  | PSPV-PSOE           |
| 2007                                            | 2011                   | Alejandro Soler Mur                | PSPV-PSOE           |
| 2011                                            | 2015                   | Mercedes Alonso García             | PP                  |
| 2015                                            | Actualitat             | Carlos González Serna              | PSPV-PSOE           |